# Asino chi legge
Asino chi legge è un cortometraggio del 1997 diretto da Pietro Reggiani. L'opera, un falso documentario dal piglio ironico che mette in guardia sui rischi di quella che viene presentata come librodipendenza, partecipò a diverse manifestazioni, venendo premiata, fra le altre, ai Nastri d'argento per il miglior produttore, al Premio Massimo Troisi con il premio della giuria e al Genova Film Festival con il premio Daunbailò.

## Trama
A esemplificazione dei rischi che corre chiunque finisca nel baratro della dipendenza dalla lettura, in un mondo in cui questa è ritenuta alla stregua di una droga pesante, viene narrata la drammatica parabola di Massimo Penna, la cui dipendenza dai libri lo farà andare incontro a un tragico destino.

## Riconoscimenti
Per Asino chi legge il produttore Antonio Ciano vinse il Nastro d'argento come miglior produttore di cortometraggi.